# Cala Martina
La platja de Cala Martina se situa als afores d'Es Canar, pròxima a la de Cala Pada.

## Característiques
Té 200 metres de longitud i 20 metres d'ample.
Està situada a 4 quilòmetres de Santa Eulària i a 19 quilòmetres d'Eivissa.
Les seves arenes són fines i de grau mitjà i color claret i aigües poc profundes, té arena i zones rocoses als marges.
Disposa d'hamaques, un càmping, restaurants, escola de busseig i de vela.

## Com arribar-hi
Anant des d'Eivissa a Santa Eulària per la carretera PM 810 direcció Santa Eulària, una vegada passat el municipi, es trenca a la dreta direcció es Canar i a 2 km es troba el desviament cap a Cala Martina